# Bùng phát bệnh đậu mùa khỉ 2022-2023
Một đợt bùng phát bệnh đậu mùa khỉ đang diễn ra đã được xác nhận vào ngày 6 tháng 5 năm 2022. Cụm trường hợp ban đầu được tìm thấy ở Vương quốc Anh, nơi trường hợp đầu tiên được phát hiện vào ngày 6 tháng 5 năm 2022 ở một cá nhân có liên kết du lịch đến Nigeria (nơi dịch bệnh lưu hành). Đợt bùng phát đã đánh dấu lần đầu tiên bệnh đậu mùa khỉ lây lan rộng rãi bên ngoài Trung và Tây Phi. Từ ngày 18 tháng 5 trở đi, các ca bệnh được báo cáo từ một số quốc gia và khu vực ngày càng tăng, chủ yếu ở Châu Âu nhưng cũng có ở Bắc và Nam Mỹ, Châu Á, Châu Phi và Úc. Vào ngày 23 tháng 7, Tổ chức Y tế Thế giới (WHO) đã tuyên bố vụ bùng phát là Tình trạng Khẩn cấp Y tế Công cộng Quốc tế (PHEIC), nâng tình trạng của đợt bùng phát lên mức khẩn cấp về sức khỏe toàn cầu. Tính đến ngày 28 tháng 7, đã có tổng số 20.846 trường hợp được xác nhận.
Bệnh đậu mùa khỉ là một bệnh nhiễm trùng do vi rút biểu hiện một hoặc hai tuần sau khi tiếp xúc với sốt và các triệu chứng không đặc hiệu khác, sau đó phát ban với các tổn thương thường kéo dài trong 2-4 tuần trước khi khô, đóng vảy và rụng. Trong khi bệnh đậu khỉ có thể gây ra một số lượng lớn các tổn thương, trong đợt bùng phát hiện nay, một số bệnh nhân chỉ gặp một tổn thương duy nhất ở miệng hoặc trên bộ phận sinh dục, nên khó phân biệt với các bệnh nhiễm trùng khác. Trong các bệnh nhiễm trùng trước khi bùng phát hiện nay, 1-3 phần trăm những người bị nhiễm trùng đã biết đươc cho là đã chết (mà không cần điều trị). Các trường hợp ở trẻ em và những người bị suy giảm miễn dịch dễ bị nặng hơn.
Đậu mùa khỉ rất có thể chủ yếu lây lan qua tiếp xúc gần gũi, bao gồm cả những tiếp xúc gần trong quan hệ tình dục, nhưng nó không được phân loại là bệnh lây truyền qua đường tình dục vì nó không cần tiếp xúc với các chất dịch sinh dục để lây lan. Tính đến ngày 21 tháng 7, 98% các trường hợp được báo cáo bên ngoài các vùng lãnh thổ ở Châu Phi xảy ra trong cộng đồng nam có quan hệ tình dục với nam, đặc biệt là những người có nhiều bạn tình, 75% xảy ra ở người da trắng, và 41% ở những người bị HIV/AIDS. Trung tâm Kiểm soát và Phòng ngừa Dịch bệnh đã nhấn mạnh tầm quan trọng của việc giảm kỳ thị trong việc truyền thông về các khía cạnh nhân khẩu học của bệnh đậu mùa khỉ, đặc biệt là đối với nam giới đồng tính và song tính.

## Bối cảnh
Bệnh đậu mùa khỉ hoặc ban khỉ (tiếng Anh : mpox) là một bệnh truyền nhiễm do virus gây bệnh đậu mùa khỉ có thể xảy ra ở một số động vật bao gồm cả con người. Bất kỳ ai cũng có thể mắc bệnh, nhưng trong đợt bùng phát toàn cầu bắt đầu vào năm 2022, 90% những người mắc bệnh này ở Hoa Kỳ là người đồng tính nam hoặc song tính, và hầu hết những người mắc bệnh đều chưa được tiêm vắc-xin.
Bệnh đậu mùa khỉ có thể lây lan từ việc xử lý thịt rừng, vết cắn hoặc vết xước của động vật, chất dịch cơ thể, vật nhiễm bẩn hoặc tiếp xúc gần gũi với người bị nhiễm bệnh. Virus này được cho là thường lưu hành trong số các loài gặm nhấm ở Châu Phi. Các triệu chứng bắt đầu bằng sốt, nhức đầu, đau cơ, sưng hạch và cảm thấy mệt mỏi. Các triệu chứng theo sau là phát ban hình thành mụn nước và lớp vỏ ngoài. Thời gian từ khi tiếp xúc đến khi xuất hiện các triệu chứng là khoảng 10 ngày. Thời gian của các triệu chứng thường là 2 đến 5 tuần. Chẩn đoán có thể được xác nhận bằng cách kiểm tra vùng tổn thương để tìm kiếm DNA của virus. Bệnh có thể có triệu chứng tương tự như thủy đậu.

### Chuẩn bị khẩn cấp
Vào tháng 3 năm 2021, Nuclear Threat Initiative đã dẫn đầu một cuộc tập trận trên bàn tại Hội nghị An ninh Munich mô phỏng các phản ứng giả định của sức khỏe cộng đồng đối với việc phát tán các chủng virus bị thao túng về mặt di truyền, bao gồm cả bệnh đậu mùa khỉ..
Vào ngày 23 tháng 7 năm 2022, Tổ chức Y tế Thế giới (WHO) đã tuyên bố đợt bùng phát bệnh đậu mùa khỉ là tình trạng khẩn cấp về sức khỏe toàn cầu vì số ca nhiễm bệnh đã tăng lên trên 17.000 người.

### Các trường hợp và tử vong ở các nước châu Phi lưu hành
Trung tâm Kiểm soát và Phòng ngừa Dịch bệnh Châu Phi đã cảnh báo một số thành viên của Liên minh Châu Phi vào tháng 5 năm 2022 về các trường hợp mắc bệnh đậu mùa khỉ. Giám đốc CDC châu Phi, Ahmed Ogwell, cho biết Cameroon, Cộng hòa Trung Phi, Cộng hòa Dân chủ Congo và Nigeria đã báo cáo 1405 trường hợp đặc hữu với 62 trường hợp tử vong trong thời gian từ đầu năm 2022 đến tháng 5 năm 2022. Tỷ lệ tử vong ở bốn quốc gia châu Phi này cộng lại là 4,4%.
Trong một bài báo trên The Conversation, Oyewale Tomori đã chỉ ra rằng số ca nhiễm bệnh đậu mùa khỉ ở Nigeria đến năm 2021 có khả năng được báo cáo thấp vì phần lớn dân số Nigeria đã tránh các cơ sở y tế do lo sợ nhiễm COVID-19. Việc giám sát các bệnh khác nhau của Nigeria, bao gồm cả bệnh đậu mùa khỉ, phải tập trung vào đại dịch COVID-19 trên toàn cầu vào năm 2020 và 2021, đã bỏ sót nhiều trường hợp và dẫn đến giảm số liệu thống kê chính thức. Khi các cơ quan y tế của Anh báo cáo về trường hợp mắc bệnh đậu mùa khỉ đầu tiên ở Anh vào tháng 5 năm 2022, chính phủ Nigeria đã công bố thông tin và số liệu thống kê về các trường hợp được báo cáo và tử vong ở nước này. Trong báo cáo ngày 9 tháng 5 năm 2022, NCDC tuyên bố rằng 230 trường hợp đã được xác nhận trên 20 tiểu bang và Lãnh thổ Thủ đô Liên bang từ năm 2017 đến năm 2022. Tiểu bang Rivers bị ảnh hưởng nhiều nhất, tiếp theo là Bayelsa và Lagos. Trong khoảng thời gian từ năm 2017 đến năm 2022, NCDC đã báo cáo sáu trường hợp tử vong ở sáu tiểu bang khác nhau, tạo ra tỷ lệ tử vong theo trường hợp là 3,3%. Vào ngày 30 tháng 5, trường hợp tử vong đầu tiên do bệnh đậu mùa ở khỉ đã được báo cáo ở Nigeria trong năm 2022, lần cuối cùng một trường hợp tử vong ở nước này được báo cáo là vào năm 2019.
Bảng sau đây cho thấy trường hợp ở các quốc gia đã trải qua bệnh đậu mùa khỉ lưu hành trước khi đợt bùng phát hiện tại, tính đến ngày 17 tháng 6 năm 2022 theo WHO:
| Quốc gia               | Đã xác nhận | Có thể xảy ra | Nghi ngờ | Tổng | Dữ liệu đã lấy                           | Nhánh           |
| ---------------------- | --- | ------------- | --- | ---- | ---------------------------------------- | --------------- |
| Bénin                  | 3 | 0             | 0 | 3    | 1 tháng 6 năm 2022 – 26 tháng 6 năm 2022 | Tây             |
| Cameroon               | - Tổng: 3 - Trung Tâm: 1 - Tây Nam: 2 | 0             | 28 | 31   | 1 tháng 1 năm 2022 - 2 tháng 6 năm 2022  | Tây & Trung tâm |
| Trung Phi              | - Tổng: 8 - Alindao: 1 - Bimbo: 1 - Mbaïki: 6 | 0             | 17 | 25   | 4 tháng 3 năm 2022 – 23 tháng 5 năm 2022 | Trung tâm       |
| Cộng hoà Congo         | - Tổng: 2 - Likouala 2 | 0             | 7 | 9    | 1 tháng 1 năm 2022 – 30 tháng 5 năm 2022 | Trung tâm       |
| Cộng hòa Dân chủ Congo | 107 | 0             | - Tổng: 1476 - Maniema: 182 - Sankuru: 525 - Sud-Ubangi: 111 - Tshopo: 198 - Tshuapa: 123 - Các tỉnh còn lại: 309 | 1583 | 1 tháng 1 năm 2022 – 26 tháng 6 năm 2022 | Trung tâm       |
| Liberia                | 1 | 0             | 4 | 5    | 23 tháng 7 năm 2022                      | Tây             |
| Nigeria                | - Tổng: 62 - Adamawa: 5 - Bayelsa: 4 - Cross River: 2 - Delta: 3 - FCT: 2 - Imo: 2 - Kano: 2 - Lagos: 8 - Nasarawa: 1 - Plateau: 2 - Niger: 1 - Ogun: 1 - Osun: 1 - Oyo 1 - Rivers: 3 - Bang không được chỉ định: 24 | 0             | 207 | 269  | 1 tháng 1 năm 2022 – 19 tháng 6 năm 2022 | Tây             |
| Sierra Leone           | 0 | 0             | 2 | 2    | —                                        | Tây             |
| Tổng                   | 186 | 0             | 1741 | 1927 |                                          |                 |

## Đặc điểm bùng phát
Bệnh đậu mùa khỉ là bệnh đặc hữu của Tây và Trung Phi. Trước khi bùng phát năm 2022, Vương quốc Anh chỉ ghi nhận được 7 trường hợp mắc bệnh đậu mùa khỉ trước đó, tất cả đều là ca nhập khẩu từ Châu Phi hoặc các nhân viên y tế tham gia điều trị cho họ. Ba trường hợp đầu tiên như vậy là vào năm 2018, tiếp theo là một trường hợp khác vào năm 2019 và ba trường hợp nữa vào năm 2021. Đợt bùng phát bệnh đậu mùa khỉ lớn duy nhất được ghi nhận ở một nước phương Tây trước năm 2022 là đợt bùng phát bệnh đậu mùa khỉ ở Trung Tây năm 2003 ở Hoa Kỳ. Cái đó không có tính năng truyền tải cộng đồng.
Vụ bùng phát này là ở khu vực Tây Phi, nơi có tỷ lệ tử vong theo báo cáo là 1% theo Tổ chức Y tế Thế giới. Trình tự bộ gen của virus liên quan đến đợt bùng phát này được các nhà nghiên cứu Bồ Đào Nha công bố lần đầu tiên vào ngày 19 tháng 5. Họ xác nhận rằng virus đậu mùa khỉ thuộc chủng tộc Tây Phi, có liên quan đến các đợt bùng phát quốc tế khác trước đó vào năm 2018–19.
Đợt bùng phát năm 2022 có kiểu lây lan khác so với các đợt bùng phát bệnh đậu mùa khỉ trước đó ở bên ngoài châu Phi.  Bằng chứng di truyền cho thấy sự bùng phát có thể bắt đầu ở Nigeria. Do tần suất lây truyền từ người sang người cao bất thường được quan sát thấy trong sự kiện này và khả năng lây truyền trong cộng đồng mà không có tiền sử du lịch đến các khu vực lưu hành, thì việc lây lan virus qua tiếp xúc gần có nhiều khả năng hơn, trong đó lây truyền trong các hoạt động tình dục là đường lây lan phổ biến nhất. Hầu hết các trường hợp đều xảy ra ở nam giới. Một tỷ lệ đáng kể các trường hợp, mặc dù không phải tất cả là ở nam giới có quan hệ tình dục đồng giới (MSM), đặc biệt là ở Canada, Tây Ban Nha và Vương quốc Anh, với nhiều trường hợp được chẩn đoán tại các phòng khám sức khỏe tình dục. Các trường hợp mắc bệnh chủ yếu là ở nam giới trẻ và trung niên. Điều này chỉ ra sự lây truyền do tiếp xúc gần gũi trong khi quan hệ tình dục là một con đường lây truyền. Vào tháng 5 năm 2022, Trung tâm Phòng ngừa và Kiểm soát Dịch bệnh Châu Âu (ECDC) coi virus đậu mùa khỉ có thể lây truyền ở mức độ vừa phải ở người. Theo trung tâm, trong số những người MSM nhiễm vi rút, phương tiện lây truyền phổ biến nhất có thể là qua hoạt động tình dục do tiếp xúc thân mật với các tổn thương da nhiễm trùng. ECDC đánh giá khả năng lây truyền do tiếp xúc gần gũi, bao gồm cả quan hệ tình dục, là "cao", nhưng, nếu không tiếp xúc gần, là thấp. Trên tạp chí Nature, Anne Rimoin và Raina MacIntyre suy đoán rằng tỷ lệ MSM bị ảnh hưởng cao hơn là kết quả của việc tình cờ giới thiệu với cộng đồng và sau đó hoạt động tình dục tạo thành "tiếp xúc gần gũi" chứ không phải do virus tự trở thành lây truyền qua đường tình dục. Bệnh đậu mùa khỉ chủ yếu không phải là một bệnh lây truyền qua đường tình dục.
Tính đến ngày 23 tháng 7, 99% trường hợp bên ngoài các vùng lưu hành ở châu Phi là ở nam giới. Trong nhóm này, 98% trường hợp xảy ra trong cộng đồng nam quan hệ tình dục đồng giới, chủ yếu là những người có nhiều bạn tình (trung bình là 5 bạn tình trước 3 tháng). 75% là người da trắng, 57% đang điều trị dự phòng trước phơi nhiễm, và 41% có HIV/AIDS, trong đó 96% đang điều trị ARV. 29% đồng thời bị bệnh lây truyền qua đường tình dục, và trong tháng trước, 32% đã tham gia một cuộc quan hệ tình dục tại địa điểm trong khuôn viên và 20% tham gia vào quan hệ tình dục.
Vào ngày 23 tháng 5, Theo David Heymann, một cố vấn của Tổ chức Y tế Thế giới, lý thuyết hàng đầu về cách thức bùng phát bùng phát là lây truyền khi quan hệ tình dục của những người đồng tính nam và song tính tại hai cuộc hoan ái ở Bỉ và Tây Ban Nha. Ngày 25 tháng 5, The Guardian cho biết nhiều nhà khoa học nghi ngờ căn bệnh này đã lưu hành khắp châu Âu trước khi đến với cộng đồng MSM, có thể bị chẩn đoán nhầm hoặc chỉ được phát hiện trong những trường hợp cá biệt; bốn trường hợp được chẩn đoán vào năm 2018 và 2019, tất cả đều ở những cá nhân đến từ Nigeria gần đây.
Nhóm giám sát rủi ro và nhiễm trùng động vật ở người (HAIRS) của Vương quốc Anh cảnh báo rằng virus có thể đến động vật hoang dã và trở thành loài đặc hữu do đó.

## Bùng phát đa quốc gia
Vào ngày 18 tháng 5 tại Bồ Đào Nha, 14 trường hợp mắc bệnh đậu mùa khỉ đã được báo cáo bởi các cơ quan y tế trong tổng số 20 trường hợp nghi ngờ. Kết quả thử nghiệm của hai mẫu đang chờ xử lý. Ở Tây Ban Nha, có bảy trường hợp được xác nhận tính đến ngày 18 tháng 5. Cùng ngày, Hoa Kỳ xác nhận trường hợp mắc bệnh đậu mùa khỉ đầu tiên vào năm 2022 và Canada báo cáo 13 trường hợp nghi ngờ.
Vào ngày 19 tháng 5, Thụy Điển và Bỉ đã báo cáo những trường hợp mắc bệnh đậu mùa khỉ đầu tiên của họ, trong khi Ý xác nhận trường hợp đầu tiên của họ từ một du khách đến từ Quần đảo Canary. Một trường hợp nghi ngờ đã được báo cáo ở Pháp. Một phân tích bộ gen được thực hiện trên một trường hợp ở Bồ Đào Nha cho thấy vi-rút lây nhiễm cho bệnh nhân đó ở khu vực Tây Phi, phát hiện ra nó có liên quan chặt chẽ nhất với vi-rút liên quan đến các trường hợp xuất khẩu từ Nigeria vào năm 2018 và 2019. Lỗi giải trình tự hiện tại ngăn cản vị trí chính xác của vi rút trong nhóm các vi rút Nigeria này.Canada ghi nhận 2 trường hợp nhiễm virus đậu mùa khỉ đầu tiên ở nước này.
Sau khi phát hiện một trường hợp ở Massachusetts vào ngày hôm trước, Hoa Kỳ vào ngày 19 tháng 5 đã đặt hàng trị giá 119 triệu đô la với Bavarian Nordic, với tùy chọn mua thêm 180 triệu đô la, cho tới 13 triệu vắc xin phòng bệnh đậu mùa. Vào ngày 20 tháng 5, Bộ Y tế và Dịch vụ Nhân sinh Hoa Kỳ cho biết lệnh này là một phần của nỗ lực chuẩn bị sẵn sàng tiêu chuẩn và không phải là phản ứng đối với các sự kiện gần đây. Người phát ngôn cho biết, "BARDA đã làm việc với ngành công nghiệp để phát triển và mua các loại vắc xin và phương pháp điều trị cho trường hợp khẩn cấp tiềm ẩn bệnh đậu mùa, một số loại trong số đó cũng có thể được sử dụng để ứng phó với bệnh đậu mùa ở khỉ." Riêng biệt, Bavarian Nordic cho biết một quốc gia châu Âu không xác định đã đặt hàng vắc xin "Imvanex" để đối phó với đợt bùng phát bệnh đậu mùa ở khỉ.
Vào ngày 20 tháng 5, Úc đã báo cáo trường hợp nghi ngờ đầu tiên của họ, ở một người đàn ông bị ốm sau khi đi du lịch ở Anh trở về. Một trường hợp thứ hai cũng được xác nhận trong cùng ngày. Các trường hợp được xác định là ở Melbourne và Sydney. Cả hai vừa trở về sau chuyến du lịch ở Châu Âu và Vương quốc Anh. Đức, Pháp và Hà Lan xác nhận các trường hợp đầu tiên của họ trong cùng ngày. Ba trường hợp được xác nhận ở Bỉ có liên quan đến lễ hội tôn sùng Darklands ở Antwerp. Cũng trong ngày 20 tháng 5, Bỉ trở thành quốc gia đầu tiên áp dụng biện pháp kiểm dịch bắt buộc đối với những người bị nhiễm bệnh đậu mùa khỉ (21 ngày). Những người tiếp xúc gần với những người bị nhiễm bệnh không phải tự cách ly, nhưng được yêu cầu cảnh giác.
Cũng trong ngày 20 tháng 5, Bộ trưởng Y tế Vương quốc Anh Sajid Javid báo cáo rằng 11 trường hợp khác đã được xác nhận, nâng tổng số ở nước này lên 20 trường hợp. Một đại diện của UKHSA kêu gọi sự cẩn thận của những người đàn ông quan hệ tình dục đồng giới, những người đã tạo ra một số trường hợp không tương xứng ở Anh và Châu Âu. Cơ quan An ninh Y tế Vương quốc Anh (UKHSA) khuyến cáo những người tiếp xúc gần với người bị nhiễm bệnh đậu khỉ nên tự cách ly trong 21 ngày. Tự cô lập là không bắt buộc.
Vào ngày 21 tháng 5, Thụy Sĩ và Israel đã xác nhận những trường hợp đầu tiên của họ. Tây Ban Nha báo cáo 23 trường hợp mới liên quan đến một nhà tắm dành cho người đồng tính nam ở Madrid, nâng tổng số của cả nước lên 30. Một số bệnh nhiễm trùng cũng có thể liên quan đến Lễ hội Tự hào Đồng tính Maspalomas ở Gran Canaria. Cùng ngày, các nhà chức trách Na Uy đã bắt đầu truy tìm liên lạc sau khi một người đã đến thăm Na Uy hồi đầu tháng đã có kết quả dương tính sau khi trở về quê nhà của anh ta (một quốc gia châu Âu không được tiết lộ). Một trường hợp nghi ngờ đã được báo cáo ở Hy Lạp, nhưng sau đó được xác nhận là bệnh thủy đậu.
Vào ngày 22 tháng 5, Áo xác nhận trường hợp đầu tiên của họ.
Vào ngày 23 tháng 5, Đan Mạch báo cáo trường hợp đầu tiên ở một người đàn ông trở về nhà từ quần đảo Canary, và ngày hôm sau, trường hợp thứ hai được xác nhận ở một người cũng đã trở về nhà từ Tây Ban Nha. Tiến sĩ Sue Hopkins, cố vấn y tế chính của Cơ quan An ninh Y tế Vương quốc Anh, thông báo rằng 37 trường hợp mắc bệnh đậu mùa khỉ mới đã được xác nhận, tăng hơn gấp đôi tổng số được xác nhận ở Anh lên 57 trường hợp. Tại Canada, Quebec đã công bố tổng số 15 trường hợp được xác nhận trong tỉnh.
Vào ngày 24 tháng 5, trường hợp mắc bệnh đậu mùa khỉ đầu tiên đã được xác nhận ở Cộng hòa Séc ở một người tham gia lễ hội âm nhạc ở Bỉ vào đầu tháng 5. Cùng ngày, UAE báo cáo trường hợp đầu tiên được phát hiện ở một nữ du khách 29 tuổi đến từ Tây Phi. Cũng trong ngày hôm đó, Slovenia đã xác nhận trường hợp đầu tiên của mình, một người đàn ông đến từ quần đảo Canary, trong khi Thụy Sĩ báo cáo trường hợp thứ hai, một phụ nữ ở bang Geneva.
Vào Ngày 28 tháng 5, cơ quan y tế Mexico thông báo ghi nhận trường hợp đầu tiên mắc bệnh đậu mùa khỉ ở Mexico.Cùng ngày đó ,Argentina xác nhận hai ca bệnh đậu mùa khỉ đầu tiên của họ.
Vào ngày 8 tháng 6, Cơ quan Y tế Brazil xác nhận trường hợp đầu tiên mắc bệnh đậu mùa khỉ tại Brazil ở một bệnh nhân 41 tuổi đã đến thành phố Sao Paulo sau khi đi du lịch Tây Ban Nha.
Vào ngày 10 tháng 6, Bộ trưởng Y tế Ba Lan, ông Adam Niedzielski cho biết nước này đã ghi nhận trường hợp mắc bệnh đậu mùa khỉ đầu tiên tại Ba Lan.
Vào ngày 22 tháng 6, Hàn Quốc đã ghi nhận 2 ca bệnh đậu mùa khỉ đầu tiên của họ.
Vào Ngày 12 tháng 7, Cơ quan giám sát và bảo vệ quyền lợi người tiêu dùng Nga cho biết đã ghi nhận trường hợp mắc bệnh đậu mùa khỉ đầu tiên tại Nga.
Vào ngày 25 tháng 7 ,Nhật Bản xác nhận ca bệnh đậu mùa khỉ đầu tiên của họ ở Tokyo.
Vào ngày 30 tháng 7,Brazil ghi nhận ca tử vong đầu tiên do bệnh đậu mùa khỉ đánh dấu ca tử vong đầu tiên bên ngoài Châu Phi.
Vào ngày 4 tháng 8, Ấn Độ đã ghi nhận trường hợp đầu tiên của họ ở New Delhi.
Vào ngày 30 tháng 8, Mỹ đã ghi nhận trường hợp tử vong đầu tiên do bệnh đậu mùa khỉ của họ ở Bang Texas.
Vào ngày 16 tháng 9, Trung Quốc đã ghi nhận trường hợp đầu tiên mắc bệnh đậu mùa khỉ của ho.

### Tại Việt Nam
Vào ngày 3 tháng 10, Việt Nam ghi nhận trường hợp đầu tiên của họ ở Thành Phố Hồ Chí Minh.
Vào ngày 4 tháng 10, Bệnh viện Bệnh Nhiệt đới Thành phố Hồ Chí Minh cho biết sau 12 ngày điều trị tích cực, bệnh nhân đầu tiên mắc bệnh đậu mùa khỉ ở Việt Nam hiện đã hết sốt, các bóng nước ở mặt, tay, chân đã khô mài, tróc vẩy và lên da non, các bóng nước ở họng cũng đã lành. Bệnh nhân ăn uống tốt, lên cân và tinh thần lạc quan, tuân thủ tốt quy trình cách ly và xử lý vật dụng cá nhân, tránh lây cho cộng đồng và những trường hợp tiếp xúc gần với bệnh nhân khi về Việt Nam hiện chưa xuất hiện triệu chứng nghi ngờ.
Theo Sở Y tế Bình Dương, Thành phố Hồ Chí Minh đã ghi nhận ca mắc đậu mùa khỉ , do đó Bình Dương cũng có nguy cơ cao ghi nhận bệnh do là địa phương giáp ranh. Trước tình hình trên, ngành y tế tỉnh Bình Dương đã chủ động lên phương án phòng chống dịch. Ngoài việc ban hành nhiều văn bản chỉ đạo cho các cơ sở, đơn vị y tế trực thuộc chủ động ứng phó, Sở Y tế giao Bệnh viện Đa khoa tỉnh Bình Dương tổ chức tập huấn công tác giám sát, điều trị cho các cơ sở y tế. 
Buổi chiều ngày 13 tháng 10, Bệnh viện Bệnh Nhiệt đới Thành phố Hồ Chí Minh cho biết bệnh nhân mắc bệnh đậu mùa khỉ đầu tiên  hiện đang khỏe mạnh, sinh hoạt bình thường, các sang thương da đã lành hoàn toàn và kết quả xét nghiệm là âm tính sau 3 tuần điều trị. Dự kiến sẽ xuất viện vào ngày 14 tháng 10.

## Tìm kiếm

### Thay đổi đường truyền
Lần bùng phát này là lần đầu tiên ghi nhận sự lây truyền bệnh đậu mùa khỉ trong cộng đồng bên ngoài châu Phi, và những trường hợp đầu tiên được biết đến trong và lây truyền giữa những người đàn ông quan hệ tình dục đồng giới (MSM).
Trên tạp chí Nature, Anne Rimoin và Raina MacIntyre suy đoán rằng tỷ lệ MSM bị ảnh hưởng cao hơn là kết quả của việc tình cờ giới thiệu với cộng đồng và sau đó hoạt động tình dục tạo thành "tiếp xúc gần gũi" chứ không phải do vi rút tự trở thành lây truyền qua đường tình dục.
Trung tâm Phòng ngừa và Kiểm soát Dịch bệnh Châu Âu (ECDC) tuyên bố rằng "Vi rút đậu mùa khỉ được coi là có khả năng lây truyền trung bình giữa người với người và có thể lây truyền qua các giọt nhỏ / hoặc tiếp xúc với các tổn thương bị lây truyền giữa bạn tình, do tiếp xúc thân mật khi quan hệ tình dục với các tổn thương da nhiễm trùng dường như là phương thức lây truyền có khả năng xảy ra trong nhóm MSM." ECDC đánh giá khả năng lây truyền do tiếp xúc gần gũi, bao gồm cả quan hệ tình dục, là "cao", nhưng, nếu không tiếp xúc gần, coi rủi ro đối với công chúng là "thấp".

### Thay đổi bộ gen
Trình tự bộ gen của vi rút liên quan đến đợt bùng phát này được các nhà nghiên cứu Bồ Đào Nha công bố lần đầu tiên vào ngày 19 tháng 5. Nghiên cứu xác nhận rằng vi rút đậu mùa khỉ thuộc Tây Phi, có liên quan đến các đợt bùng phát quốc tế khác trước đó vào năm 2018-19. Điều tra sâu hơn về trình tự bộ gen có thể mang lại nhiều thông tin hơn liên quan đến "dịch tễ học, nguồn lây nhiễm và các kiểu lây truyền."
Giải trình tự gen của một bệnh nhân người Bỉ mắc bệnh đậu mùa khỉ cho kết quả tương tự. Dự kiến sẽ có thêm dữ liệu và phân tích bộ gen.

### Tiêm phòng
Thuốc phòng ngừa bệnh đậu mùa Imvanex (Jynneos) có hiệu quả 85% đối với bệnh đậu mùa khỉ. UKHSA đã bắt đầu sử dụng Imvanex như một biện pháp dự phòng sau phơi nhiễm cho những người tiếp xúc gần với các trường hợp đã biết.

## Phản hồi

### Các cơ quan của Liên hợp quốc
Vào ngày 20 tháng 5, Tổ chức Y tế Thế giới (WHO) đã triệu tập một cuộc họp khẩn cấp gồm các cố vấn độc lập để thảo luận về sự bùng phát và đánh giá mức độ đe dọa. Giám đốc khu vực châu Âu, Hans Kluge, bày tỏ lo ngại rằng tình trạng nhiễm trùng có thể gia tăng ở châu Âu khi mọi người tụ tập cho các bữa tiệc và lễ hội trong mùa hè. WHO dự kiến sẽ cung cấp bản cập nhật về trình tự sắp xếp bộ gen của virus từ các trường hợp khác nhau để xác định nguyên nhân.
UNAIDS kêu gọi các nhà truyền thông tránh kỳ thị bằng cách tiếp cận dựa trên bằng chứng, đồng thời nhắc lại rằng căn bệnh này có thể ảnh hưởng đến bất kỳ ai và nguy cơ đó hoàn toàn không giới hạn ở nam giới có quan hệ tình dục đồng giới.

### Các quốc gia
- Bangladesh: Tổng cục Y tế (DGHS) đã ban hành cảnh báo tại mọi cảng trong nước để ngăn chặn sự lây lan của bệnh đậu mùa khỉ. Theo người phát ngôn của Cục Giám đốc Nazmul Islam, DGHS đã yêu cầu tất cả các cảng hàng không, đường bộ và đường biển phải cảnh giác. Các trường hợp nghi ngờ được hướng dẫn đưa đến bệnh viện chuyên khoa truyền nhiễm và cách ly..[129][130]
- Bỉ: Nhóm Đánh giá Rủi ro (RAG) và các cơ quan y tế tuyên bố rằng những người bị nhiễm bệnh đậu mùa khỉ phải tự cách ly trong 21 ngày.[131]
- Brazil: Bộ Y tế Brazil bắt đầu theo dõi bệnh nhân Brazil ở Đức, yêu cầu Bộ Y tế Đức cung cấp thêm thông tin. Nó cũng tạo ra các nhóm nhà sinh vật học để theo dõi khỉ và các nhóm y tế để theo dõi các trường hợp có thể xảy ra.[132] Bộ trưởng Bộ Y tế Brazil, Marcelo Queiroga và đoàn tùy tùng của ông đang ở Bồ Đào Nha để đạt được thỏa thuận về trao đổi y tế trong lĩnh vực y tế công cộng và đạo đức sinh học. Sau chuyến đi đến Bồ Đào Nha, Bộ trưởng sẽ tham gia Đại hội đồng Y tế Thế giới lần thứ 75, do đó việc trở lại của ông được giám sát bởi khu vực gần châu Âu.[133]
- Fiji: Trung tâm Kiểm soát Dịch bệnh và Đơn vị Bảo vệ Sức khỏe Biên giới của nước này đang theo dõi tình hình. Bộ Y tế đã đưa ra các quy trình phòng chống lây nhiễm ở biên giới.[134][135]
- Đức: Fabian Leendertz thuộc Viện Robert Koch mô tả đợt bùng phát là một bệnh dịch sẽ không tồn tại lâu: "Các ca bệnh có thể được cách ly tốt thông qua truy tìm tiếp xúc và cũng có các loại thuốc và vắc xin hiệu quả có thể được sử dụng nếu cần thiết."[127]
- Ấn Độ: Bộ trưởng Bộ Y tế Liên minh Mansukh Mandaviya đã chỉ đạo Trung tâm Kiểm soát Dịch bệnh Quốc gia và ICMR theo dõi chặt chẽ và theo dõi tình hình. Bộ Y tế Liên minh cũng đã chỉ đạo các nhân viên y tế sân bay và cảng phải cảnh giác, theo các nguồn tin chính thức. Họ đã được hướng dẫn cách ly và gửi mẫu đến Viện Vi rút Quốc gia của bất kỳ hành khách bị bệnh nào có tiền sử du lịch đến các quốc gia bị nhiễm bệnh.[136]
- Ireland: Cơ quan Điều hành Dịch vụ Y tế (HSE) đã thành lập một nhóm quản lý sự cố đa ngành để chuẩn bị cho sự xuất hiện của bệnh đậu mùa khỉ và các chuyên gia về bệnh truyền nhiễm đang cảnh giác những bệnh nhân có các triệu chứng của vi rút..[137]
- Luxembourg: Vào ngày 21 tháng 5, Bộ Y tế cho biết họ đang theo dõi tình hình với các đối tác châu Âu. Tất cả các trường hợp nghi ngờ và những người có các triệu chứng cho thấy bệnh đậu mùa khỉ được hướng dẫn liên hệ với Cục Bệnh truyền nhiễm Quốc gia của HLC và không tiếp xúc gần cho đến khi nhiễm trùng đã khỏi.[138]
- Philippines: Bộ trưởng Y tế Francisco Duque III cho biết Philippines đang tăng cường các biện pháp kiểm soát biên giới trong bối cảnh virus đậu mùa khỉ đang bị đe dọa.[139]
- Vương quốc Anh: Vào ngày 22 tháng 5, Bộ trưởng Giáo dục Nadhim Zahawi cho biết "chúng tôi đang rất coi trọng vấn đề này" và chính phủ Anh đã bắt đầu mua vắc xin đậu mùa.[140]
- Hoa Kỳ: Vào ngày 22 tháng 5, Tổng thống Joe Biden nhận xét "họ chưa cho tôi biết mức độ tiếp xúc nhưng đó là điều mà mọi người nên quan tâm". Cố vấn an ninh quốc gia Jake Sullivan nói với các phóng viên rằng Hoa Kỳ có một loại vắc-xin phù hợp để điều trị bệnh đậu mùa khỉ.[141] Vào ngày 24 tháng 5, Phó Giám đốc Trung tâm Kiểm soát Dịch bệnh (CDC) Jennifer McQuiston xác nhận Hoa Kỳ đang trong quá trình giải phóng một số nguồn cung cấp vắc xin đậu mùa khỉ Jynneos từ Kho dự trữ Quốc gia Chiến lược của họ cho những người có "nguy cơ cao".[142] Vào ngày 25 tháng 5, CDC đã ban hành một cảnh báo cho những người đồng tính nam và song tính nam phải đặc biệt cảnh giác.[143][144]
- Việt Nam: Ngày 24/5, Bộ Y tế Việt Nam yêu cầu các địa phương biên giới tăng cường giám sát để phát hiện các trường hợp có thể mắc bệnh đậu khỉ.[145]Ngày 18/10, Uỷ ban Nhân dân các quận, huyện, thị xã của Hà Nội đẩy mạnh công tác truyền thông bằng nhiều hình thức cho người dân về các biện pháp dự phòng dịch bệnh đậu mùa khỉ theo khuyến cáo của Bộ Y tế.Cảng Hàng không Quốc tế Nội Bài phối hợp với các đơn vị chức năng thực hiện công tác kiểm dịch y tế quốc tế và tổ chức truyền thông phòng, chống dịch bệnh đậu mùa khỉ theo hướng dẫn của Bộ Y tế đối với các chuyến bay và hành khách nhập cảnh.[146]

### Các tổ chức phi chính phủ
Terrence Higgins Trust và Hiệp hội Sức khỏe Tình dục và HIV của Anh (BASHH) bày tỏ lo ngại về tác động đối với các dịch vụ sức khỏe tình dục ở Vương quốc Anh. Thông tin sai lệch lan truyền trực tuyến, kể cả trên Weibo.

## Vắc xin
Để đối phó với sự bùng phát của bệnh đậu mùa khỉ hiện nay, một số quốc gia đã tuyên bố rằng họ đang mua vắc xin và/hoặc giải phóng vắc xin từ các kho dự trữ quốc gia để sử dụng trong vụ dịch.
Vào ngày 24 tháng 5, Phó Giám đốc Trung tâm Kiểm soát Dịch bệnh (CDC) Jennifer McQuiston xác nhận Hoa Kỳ đang trong quá trình giải phóng một số nguồn cung cấp vắc xin đậu mùa khỉ Jynneos từ Kho dự trữ Quốc gia Chiến lược của họ cho những người có "nguy cơ cao".
Vào ngày 25 tháng 5, chính phủ Đức thông báo họ đang mua 40.000 liều vắc-xin do dịch bệnh bùng phát hiện nay.

## Các trường hợp cho mỗi quốc gia
| Quốc gia                             | Đã xác nhận | Nghi ngờ | Tất cả | Cập nhật cuối cùng  | Trường hợp đầu tiên được xác nhận |
| ------------------------------------ | ----------- | -------- | ------ | ------------------- | --------------------------------- |
| Argentina                            | 6           | —        | 1      | 1 tháng 7 năm 2022  | 23 tháng 5 năm 2022               |
| Úc                                   | 2           | —        | 2      | 23 tháng 5 năm 2022 | 20 tháng 5 năm 2022               |
| Áo                                   | 1           | —        | 1      | 22 tháng 5 năm 2022 | 20 tháng 5 năm 2022               |
| Bỉ                                   | 6           | —        | 6      | 23 tháng 5 năm 2022 | 19 tháng 5 năm 2022               |
| Canada                               | 15          | 1        | 16     | 24 tháng 5 năm 2022 | 19 tháng 5 năm 2022               |
| Cộng hòa Séc                         | 1           | —        | 1      | 24 tháng 5 năm 2022 | 24 tháng 5 năm 2022               |
| Đan Mạch                             | 2           | —        | 2      | 24 tháng 5 năm 2022 | 23 tháng 5 năm 2022               |
| Phần Lan                             | —           | 1        | 1      | 23 tháng 5 năm 2022 | —                                 |
| Pháp                                 | 5           | —        | 5      | 24 tháng 5 năm 2022 | 20 tháng 5 năm 2022               |
| Đức                                  | 5           | —        | 5      | 23 tháng 5 năm 2022 | 20 tháng 5 năm 2022               |
| Israel                               | 1           | —        | 1      | 22 tháng 5 năm 2022 | 21 tháng 5 năm 2022               |
| Ý                                    | 6           | 2        | 8      | 24 tháng 5 năm 2022 | 19 tháng 5 năm 2022               |
| Maroc                                | —           | 3        | 3      | 23 tháng 5 năm 2022 |                                   |
| Hà Lan                               | 6           | —        | 6      | 23 tháng 5 năm 2022 | 20 tháng 5 năm 2022               |
| Bồ Đào Nha                           | 39          | —        | 39     | 24 tháng 5 năm 2022 | 18 tháng 5 năm 2022               |
| Slovenia                             | 1           | —        | 1      | 24 tháng 5 năm 2022 | 24 tháng 5 năm 2022               |
| Tây Ban Nha                          | 51          | 43       | 94     | 24 tháng 5 năm 2022 | 18 tháng 5 năm 2022               |
| Thụy Điển                            | 1           | —        | 1      | 19 tháng 5 năm 2022 | 19 tháng 5 năm 2022               |
| Thụy Sĩ                              | 2           | —        | 2      | 24 tháng 5 năm 2022 | 21 tháng 5 năm 2022               |
| Các Tiểu vương quốc Ả Rập Thống nhất | 1           | —        | 1      | 24 tháng 5 năm 2022 | 24 tháng 5 năm 2022               |
| Vương quốc Anh                       | 71          | —        | 71     | 24 tháng 5 năm 2022 | 6 tháng 5 năm 2022                |
| Hoa Kỳ                               | 8.934       | 6        | 8      | 8 tháng 8 năm 2022  | 18 tháng 5 năm 2022               |
| Tất cả                               | >70.000     | 56       | 273    |                     |                                   |